# Distrito de Ono (Gifu)
Ono (大野郡, Ono-gun) é um distrito japonês localizado na província de Gifu.
Em 2008 o distrito tinha uma população estimada em 1 893 habitantes e uma densidade populacional de 5,31 h/km². Tem uma área total de 356,55 km².
O distrito é apenas integrado pela aldeia de Shirakawa.